# Liber linteus Zagrabiensis

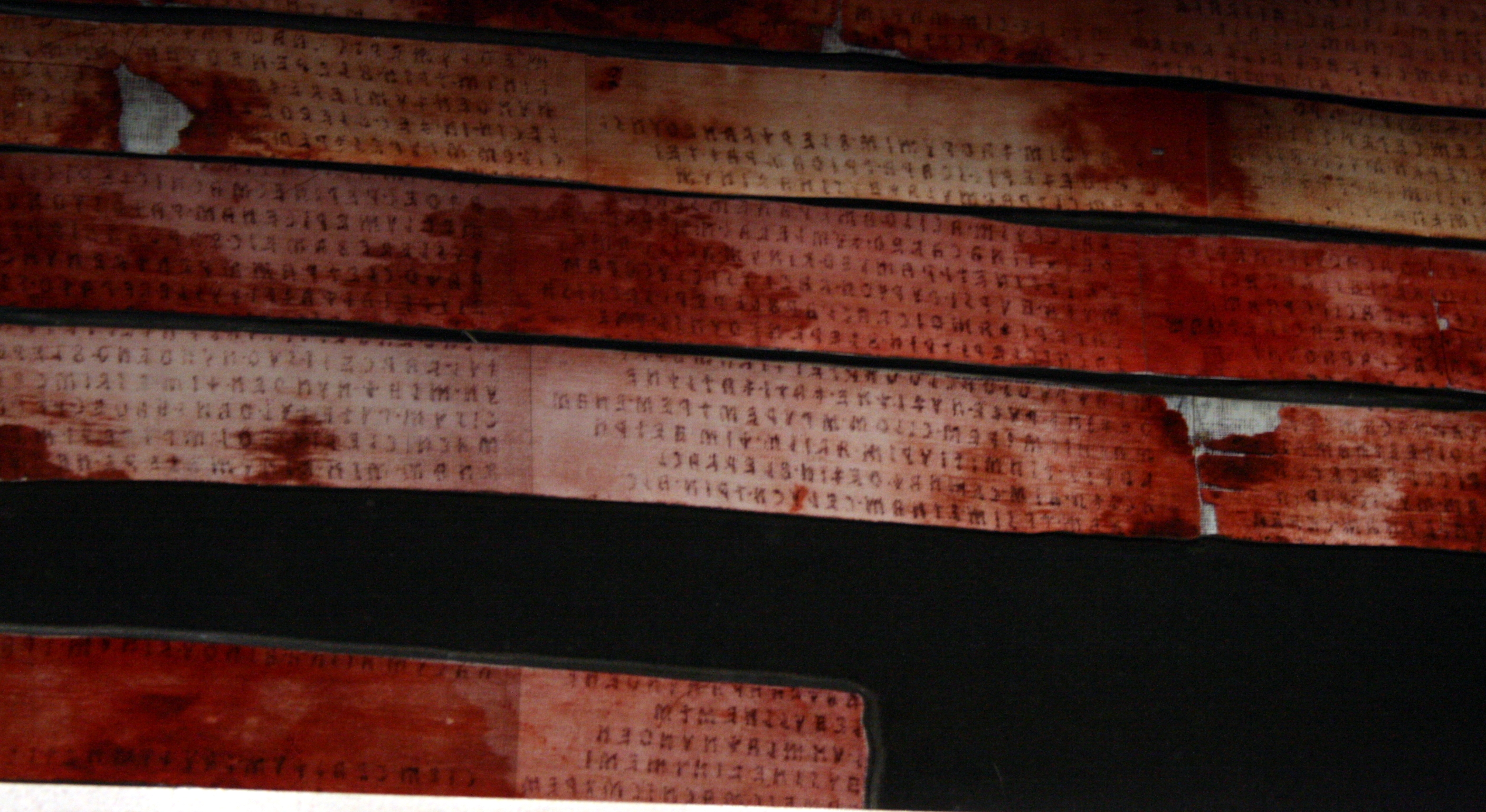
Liber Linteus

Le Liber linteus Zagrabiensis, également appelé  Momie de Zagreb ou Liber Agramensis, est un manuscrit étrusque.
Il s'agit d'un « livre », manuscrit sur toile de lin, servant de bandelettes enveloppant une momie trouvée en Égypte et conservé au musée national de Zagreb, d'où son nom.
Datant du Ier siècle av. J.-C. environ, il s'agit d'un texte calligraphié en rouge et noir en une douzaine de colonnes verticales et, sur les 230 lignes contenant environ 1 200 mots lisibles, plus une centaine qu'il est possible de déduire du contexte, cinq cents mots originaux émergent compte tenu des répétitions typiques des formules et invocations rituelles. On pourrait définir ce livre comme une sorte de calendrier religieux évoquant certaines divinités et les cérémonies à accomplir aux lieux et dates indiqués.

## Histoire
En 1848, Mihajlo Barić (1791-1859), un Croate travaillant à la Chancellerie royale de Hongrie, en voyage dans plusieurs pays, dont l'Égypte, acheta à Alexandrie un sarcophage contenant une momie de femme, comme souvenir de son périple. Barić la plaça dans un coin de la salle de séjour de sa maison de Vienne. Il dit souvent à ses visiteurs que c'était le corps de la sœur du roi Étienne Ier de Hongrie. Il enleva les bandes de lin écrites pour les placer dans un tiroir à part, car il ne s'était pas aperçu de l'importance de ces lignes d'écriture. La momie resta dans sa maison jusqu'à sa mort en 1867, puis passa en la possession de son frère Ilija, prêtre en Slavonie, qui ne lui accorda aucune importance et la donna à l'Institut national de Croatie, Slavonie et Dalmatie  de Zagreb, devenu Musée archéologique. 
La momie fut alors examinée par l'égyptologue allemand Heinrich Brugsch, qui crut avoir affaire à des hiéroglyphes égyptiens. Ce n'est qu'en 1877, à la suite d'une conversation avec Richard Burton, qu'il s'aperçut que le texte n'était pas de l'égyptien. Il réalisa que le texte était important, mais crut à une translittération du Livre des morts en  écriture arabe. En 1891, les bandelettes furent envoyées à Vienne, où elles furent examinées par Jacob Krall, un expert du copte, en pensant que le texte était du vieux copte, du libyen ou du syrien. Krall fut le premier à identifier le langage comme étant de l'étrusque : il établit que les bandelettes de lin constituaient un manuscrit écrit en  étrusque.
D'après un papyrus découvert dans le sarcophage, la femme n'était pas étrusque mais égyptienne et s'appelait Nesi-hensu, femme de  Paher-hensu, tailleur du temple à Thèbes : l'utilisation d'un livre étrusque dans sa sépulture est donc inexpliquée.

## Déchiffrement
On s'accorde aujourd'hui à penser que nul n'a « totalement » déchiffré la langue étrusque,. Plusieurs  hypothèses circulèrent donc à son sujet. D'après les travaux de Krall, Thorp, Crotzen, Pallotino, Herbig, Runes, Vetter, Olscha, on a compris que le Liber Linteus était une sorte de calendrier, rituel prescrivant à leur date de l'année, 18 juin, 26 septembre... des cérémonies en l'honneur de Jupiter, Neptune  et d'autres Dieux. Le Liber Linteus  n'est pas déchiffré vu que la langue étrusque ne l'est pas entièrement  :  on pourrait  cependant observer des catégories de mots connus, comme des dates de calendrier, des noms divins, ou encore des indications relatives aux sacrifices. Si l'on joint à ces catégories l'élément verbal, il  serait  déjà possible de distinguer et, avec l'aide étymologique fournie par la grammaire louvite, de transposer des phrases voire l'entièreté d'une section répétitive. « Dès lors, nous sommes confrontés à des instructions liturgiques ».  On qualifie généralement de Liber Linteus de calendrier religieux accompagné de formules de rites et de prières, les prières se distinguant des prescriptions liturgiques par leur aspect formel, leur structure fixe et des constantes dans l'ordre des mots, mais certains mots étrusques restent une pure énigme. On en aurait traduit d'autres, comme les mois du calendrier, eslem zatrhumis acale des divinités, Nethuns (Neptune), Catha (Dieu solaire), Veive  ou sacni, sanctuaire. 

## Source
- (en) Cet article est partiellement ou en totalité issu de l’article de Wikipédia en anglais intitulé « Liber Linteus » (voir la liste des auteurs).